# 赵在玩
赵在玩（1995年8月29日—），韩国职业足球运动员，司职边锋和攻击型中场，现效力于K聯賽1的江原FC。赵在玩曾代表韩国U19和U23国家队出场，也曾入选过韩国国家队的名单。

## 早年生涯
赵在玩来自庆尚南道的昌原市。他小学和初中时期在昌原度过，而高中时则来到了水原的水原工業高等學校。高中毕业后，赵在玩来到了原州的尚志大学，并加入了校足球队。在大一和大二球季，赵在玩都当选了韩国大学足球联盟秋季的优秀选手奖，并在大三球季得到了釜山MBC杯的金靴。到了大四球季，赵在玩在U联赛的前10场比赛中连场破门，13场比赛中打入16粒进球，居全韩国11个赛区85支球队的所有球员之首，这也帮助球队得到了同年在忠州举行的全国体育大会上代表江原道出战的资格。从尚志大学毕业后，赵在玩被首尔衣恋看中，并与球队签下了一份职业合同。

## 职业生涯

### 首尔衣恋时期
2017年5月，当赵在玩还在尚志大学读大四的时候，校足球队与首尔衣恋踢了一场训练赛。在这之后赵在玩得到了首尔衣恋的合同，并在随后达成签约意向。次年元旦，首尔衣恋宣布了他的加盟。同年3月4日，他在面对水原FC的K聯賽2比赛中替换下崔韩率完成了职业生涯首秀。赛季初，由于球队的伤病，赵在玩被迫客串不熟悉的中前卫乃至后腰，但随着伤员回归，赵在玩回到了熟悉的位置。同月31日，赵在玩在首尔衣恋坐镇主场面对富川1995的比赛中接丹尼尔·费布勒斯的助攻打入职业生涯首球，但球队在先入两球的情况下遭到富川4:2逆转。4月29日首尔主场面对安山绿人的比赛中，赵在玩完成生涯首个梅开二度，并在终场前打入绝杀球帮助球队以2:1的比分战胜对手。在首尔衣恋的一个赛季，赵在玩出场28次，贡献6粒进球。

### 江原FC时期
2019年1月5日，江原FC宣布从首尔衣恋签下了其中场赵在玩。5月29日，赵在玩在面对全北现代的K联赛1比赛中首发出场，这是他的球队首秀，亦是其在顶级联赛的首次出场。6月15日江原客场挑战大邱FC，赵在玩在43分钟面对韩国国家队主力门将赵贤祐打入顶级联赛处子球，但江原最后遭对手终场前绝平。
6月23日，江原FC坐镇春川主场面对浦项铁人的比赛，浦项凭借外援万德尔松的帽子戏法和李硕贤的进球一度取得了4:0的巨大优势，但赵在玩和瓦伦蒂诺斯·谢利斯在70分钟和79分钟连入两球将比分扳成2:4。伤停补时阶段，赵在玩先是头球完成梅开二度，随后又抢点爆射达成帽子戏法并扳平比分。终场前赵在玩送出传中，助攻前韩国国脚郑助国头球破门完成5:4的大逆转。凭借当月4球1助攻的表现，赵在玩也获得了当月的K联赛最佳球员奖。当赛季赵在玩为江原FC打入8球，并送出2次助攻。
2020赛季，赵在玩为江原FC出战22次，打入5球并送出3次助攻。在赛季首轮面对首尔FC的比赛中，赵在玩接金承大的助攻，在禁区前转身时用脚后跟打入制胜球。赛季后，赵在玩与江原FC续约至2023年。

## 国家队生涯
赵在玩曾经入选过韩国U-19国家队，但未能入选2014年亞足聯U-19錦標賽的最终名单。2018年时赵在玩入选U-23国家队参加了在中国江苏举办的亚足联U-23锦标赛，他在对阵马来西亚队的比赛中开场仅12秒就攻入一球，至今仍是韩国各级国家队最快进球的记录。
赵在玩曾在2021年3月被召入韩国成年队的名单，但并没有得到出场机会。